# 6248 Bardon
6248 Bardon este o planetă minoră (asteroid), cu un diametru de 10,994 km, din centura de asteroizi. A fost descoperită pe 17 ianuarie 1991 la Observatorul Kleť de Zdeňka Vávrová⁠(d) și a fost numită după Zdeněk Bardon⁠(d). 
Obiectul prezintă o orbită caracterizată de o semiaxă mare de 3,1124577 UAi, o excentricitate de 0,15, o înclinație de 0,51802 ° în raport cu ecliptica.